# Buse Arslan
Buse Arslan (Istanbul, 29 dicembre 1992) è un'attrice turca.

## Biografia
Nata nel 1992 a Istanbul (Turchia), Buse Arslan dopo aver completato l'istruzione primaria e secondaria, ha deciso di iscriversi presso la facoltà di belle arti dell'Università di Beykent e dopo aver conseguito la laurea, ha completato il suo master presso il dipartimento di cinema e recitazione drammatica dell'Università di Kadir Has. Nel 2011 ha fatto la sua prima apparizione sul piccolo schermo nella serie Akasya Durağı. Nel 2012 ha avuto un ruolo nella serie Avrupa Avrupa.
Nel 2012 e nel 2013 ha fatto parte del cast della serie Yalan Dünya, seguita nel 2013 dalle serie Benim Hala Umudum Var (nel ruolo di Beril) e Bizim Okul. Nel 2014 e nel 2015 ha ricoperto il ruolo di Gülay Ar nella serie Kocamın Ailesi, seguita nel 2016 dalle serie Kertenkele: Yeniden Doğuş (nel ruolo di Didem) e Aşk Yalanı Sever (nel ruolo di Peri Aslan) e nel 2017 nella serie Ateşböceği (nel ruolo di Nevin). Nel 2018 ha dato vita al personaggio di Berrak Tezcan nella serie Kocaman Ailem. Nel 2021 e nel 2022 è stata scritturata per interpretare il ruolo di Aygül Hatun nella serie d'epoca Kuruluş Osman, seguita nel 2025 dalla serie Beyaz Zambak.

## Vita privata
Dal 2016 al 2021 è stata sposata con l'imprenditore Kazım Akdeniz. Dal 2023 è sposata con l'attore Çağrı Şensoy.

## Filmografia

### Televisione
- Akasya Durağı – serie TV (Kanal D, 2011)
- Avrupa Avrupa – serie TV (TRT 1, 2012)
- Yalan Dünya – serie TV, 27 episodi (Kanal D, teve2, 2012-2013)
- Benim Hala Umudum Var – serie TV, 2 episodi (Star TV, 2013)
- Bizim Okul – serie TV, 7 episodi (ATV, 2013)
- Kocamın Ailesi – serie TV, 21 episodi (Fox, 2014-2015)
- Kertenkele: Yeniden Doğuş – serie TV (ATV, a2, 2016)
- Aşk Yalanı Sever – serie TV, 7 episodi (Fox, 2016)
- Ateşböceği – serie TV, 1 episodio (Star TV, 2017)
- Kocaman Ailem – serie TV, 8 episodi (ATV, 2018)
- Kuruluş Osman – serie TV, 98 episodi (ATV, 2021-2022)
- Beyaz Zambak – serie TV (tabii, 2025)

## Teatro
- Geriye Ne Kaldıysa (2018)[22]
- Schrödinger'in Öteki Kedisi (2023)[23]